# Bruneiische Marine
Die Bruneiische Marine (englisch Royal Brunei Navy, malaiisch Tentera Laut Diraja Brunei) sind die Seestreitkräfte des Sultanats Brunei.
Die Hauptaufgabe der Marine ist die Küstensicherung und die Durchführung von SAR-Operationen. Hauptausrüstungselemente umfassen Raketenschnellboote und Küstenpatrouillenboote. 2009 lief bei der deutschen Werft Lürssen ein erstes neues Patrouillenboot der Darussalam-Klasse für Brunei vom Stapel.

## Geschichte
Die Marine Bruneis wurde am 14. Juni 1965 gegründet, vier Jahre nach der Gründung des Brunei Malay Regiments. Sie war ursprünglich keine eigene Teilstreitkraft, sondern lediglich eine Bootssektion der Royal Brunei Armed Forces. Die Mannstärke betrug nur 18 Soldaten, darunter ein Offizier des 1. Bataillons, der von 1961 bis 1964 eine militärische Grundausbildung in Malaya abgeschlossen hatte. Diese Bootssektion wurde mit einer Reihe von Aluminiumbooten ausgestattet, auf Malaiisch als Temuai  bekannte Schnellboote. Die Rolle der Bootssektion bestand ausschließlich darin, den Transport von Infanterie-Elementen ins Innere von Brunei zu gewährleisten. Da die Organisation mit Hilfe eines stabilen Wirtschaftswachstums expandierte, wurde die Bootssektion 1966 in Bootsgesellschaft umbenannt.
Die Bootsgesellschaft erhielt 1966 drei Flusspatrouillenboote. Diese Boote wurden KDB Bendahara, KDB Maharajalela und KDB Kermaindera benannt. Alle Schiffe waren von Bruneiern besetzt, angeführt von einem qualifizierten Kommandanten. Im selben Jahr wurde die Stärke der Bootsgesellschaft durch Luftkissenboote vom Typ SR.N5 erhöht, 1968 durch den Nachfolger SR.N6.
Das erste schnelle Patrouillenboot wurde 1968 in Betrieb genommen und hieß KDB Pahlawan. Es wurde das erste Flaggschiff der Bootsgesellschaft.
Die Bootsgesellschaft wurde als Angkatan Laut Pertama, Askar Melayu DiRaja Brunei (ALP AMDB) bzw. dem First Sea Battalion, Royal Brunei Malay Regiment reorganisiert. Es war einer der größeren Zweige des Royal Brunei Malay Regiments. Während dieser Zeit war die geschätzte Mannstärke des 1. Seebataillons 42 Soldaten einschließlich eines Offiziers. Die Ausrüstung bestand aus einem schnellen Patrouillenboot, drei Flusspatrouillenbooten, zwei Luftkissenbooten, einem schnellen Angriffsbooten, einigen langen Booten und einigen Temuai (Aluminiumboote).
1971 erhielt das 1. Seebataillon zwei weitere Küstenpatrouillenschiffe, KDB Saleha und KDB Masna.
Das 1. Seebataillon wurde am 1. Oktober 1991 als Royal Brunei Navy neu organisiert, da die Streitkräfte in Brunei nach der Unabhängigkeit vom Vereinigten Königreich gewachsen waren.
Im Jahr 2019 präsentierte die Marine Bruneis das Digital Disruptive Pattern in digitalblauen Farben als neues Muster der Kampfanzüge anlässlich der Feier zum 58. Jahrestag in der Bolkiah Garnison.